# Agathe François Gouÿe de Longuemare
Agathe François Gouÿe de Longuemare (* 6. Februar 1792 in Versailles, Département Yvelines; † 12. Februar 1866 im 6. Arrondissement in Paris) war ein französischer Ornithologe und Verwaltungsangestellter in der Abteilung Überseekrankenhäuser und Gefängnisse im Ministerium für Marine und Kolonien.

## Leben und Wirken
Sein Vater hieß Denis Charles François Gouÿe de Longuemare, seine Mutter Felicité Victoire Sayollé.
Am 2. Mai 1811 wurde er als Schüler der Administration der französischen Marine eingestellt. Vom 7. Juli 1812 bis 12. April 1813 diente er an Bord des Kanonenbootes Cannoniere No 192 der Napoleonischen Armee. Zunächst außer Dienst verzeichnet, kehrte er am 18. März 1816 zurück in den Militärdienst. Vom 1. März 1817 bis November 1818 heuert auf der Schiff Le Rhône an. Am 12. Januar 1819 wird er aus dem Dienst entlassen, um am 8. Februar 1819 in der Marineverwaltung angestellt zu werden. Bis Juli 1848 setzte er dort seine administrative Karriere in Rochefort und Paris auf dem Festland fort. Hier arbeitete Gouÿe de Longuemare als Verwaltungsangestellter in der Abteilung Überseekrankenhäuser und Gefängnisse (sous-chef de bureau des chiourmes et hôpitaux) im Ministerium für Marine und Kolonien (Ministère de la Marine et des Colonies).
Gouÿe de Longuemare heiratete am 20. April 1822 Victoire Françoise Rosalie Joséphine geb. Marsy, (geboren am 22. März 1796 in Gisors und verstorben am 29. Oktober 1873 in Paris). Diese bekam nach seinem Tod eine Pension in Höhe von 1500 Franc. Gemeinsam hatte sie zumindest den Sohn Henri Victor Goüye de Longuemare (1823–1890), der eine ähnliche Karriere wie sein Vater verfolgte.
Vermutlich in Rochefort lernte Gouÿe de Longuemare René Primevère Lesson kennen. Gouÿe de Longuemare hatte sich eine schöne Sammlung Kolibris zugelegt, von denen Lesson einige Exponate für die Wissenschaft beschrieb. Gouÿe de Longuemare selbst hatte von Charles Parzudaki einen Balg erhalten, denn er als Longuemare-Sonnennymphe (Heliangelus clarisse) neu für die Wissenschaft in der Fachzeitschrift Revue Zoologique par La Société Cuvierienne erstbeschrieb. Ein Jahr später erschien von ihm eine ausführlichere Beschreibung in Magasin de zoologie mit einer Tafel des Kolibris, die seine Frau illustriert hatte und die von Christophe Annedouche gestochen wurde.

## Mitgliedschaft und Ehrungen
1840 wurde Gouye de Longuemare von Sauveur Abel Aubert Petit de la Saussaye (1792–1870) als Mitglied Nummer 184 der Société Cuvierienne vorgestellt. Am 25. April 1844 wurde er für seine Verdienste als Ritter der Ehrenlegion ausgezeichnet.

## Dedikationsnamen
Der Braunkehl-Schattenkolibri (Phaethornis longuemareus (Lesson, RP, 1832)) und der Violettmantel-Nektarvogel (Anthreptes longuemarei (Lesson, 1831)) wurde nach ihm benannt. Die Türkiskehlelfe (Myrtis fanny (Lesson, 1838)) wurde seiner Frau gewidmet.

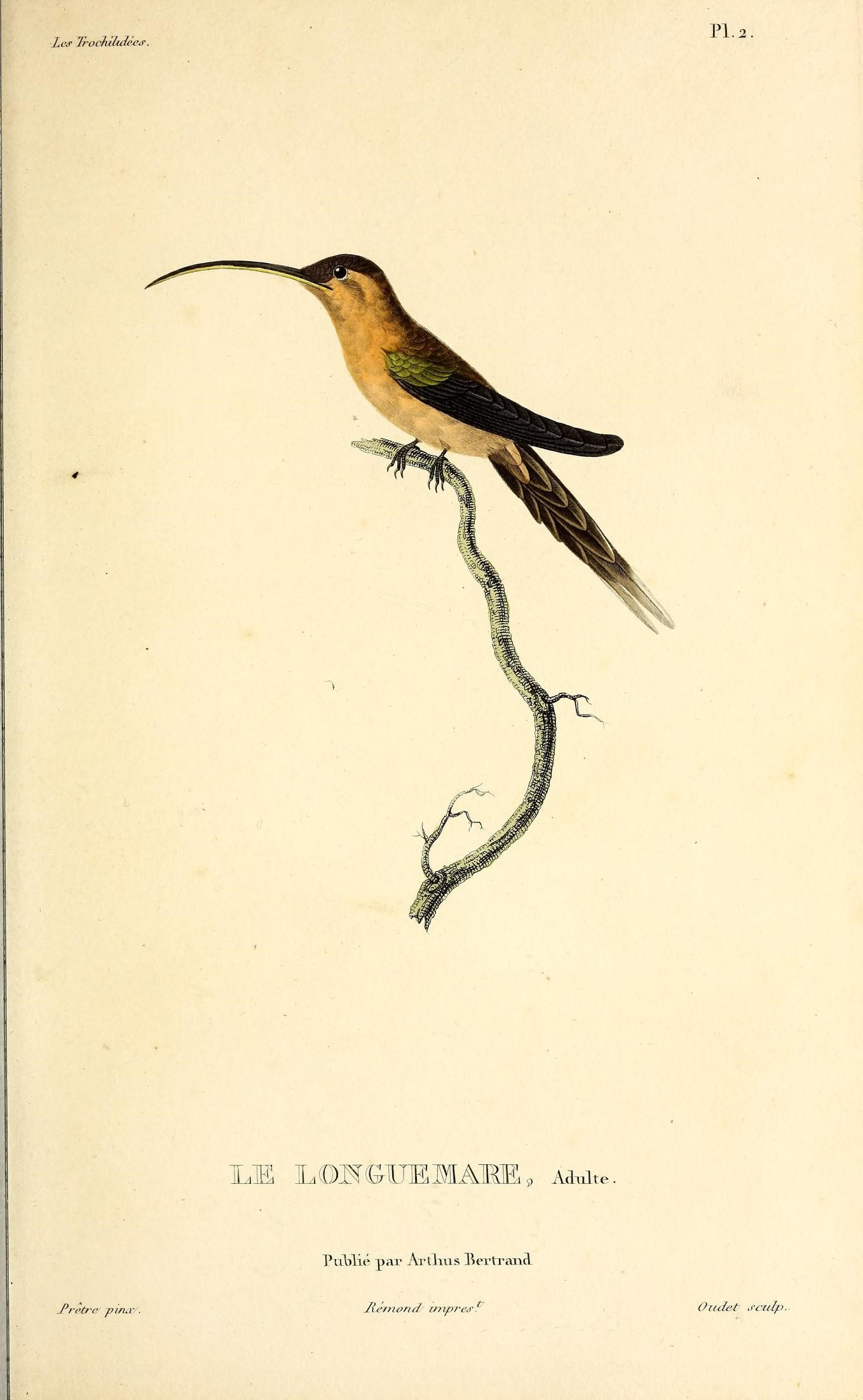
Braunkehl-Schattenkolibri illustriert von Jean-Gabriel Prêtre zur Originalbeschreibung
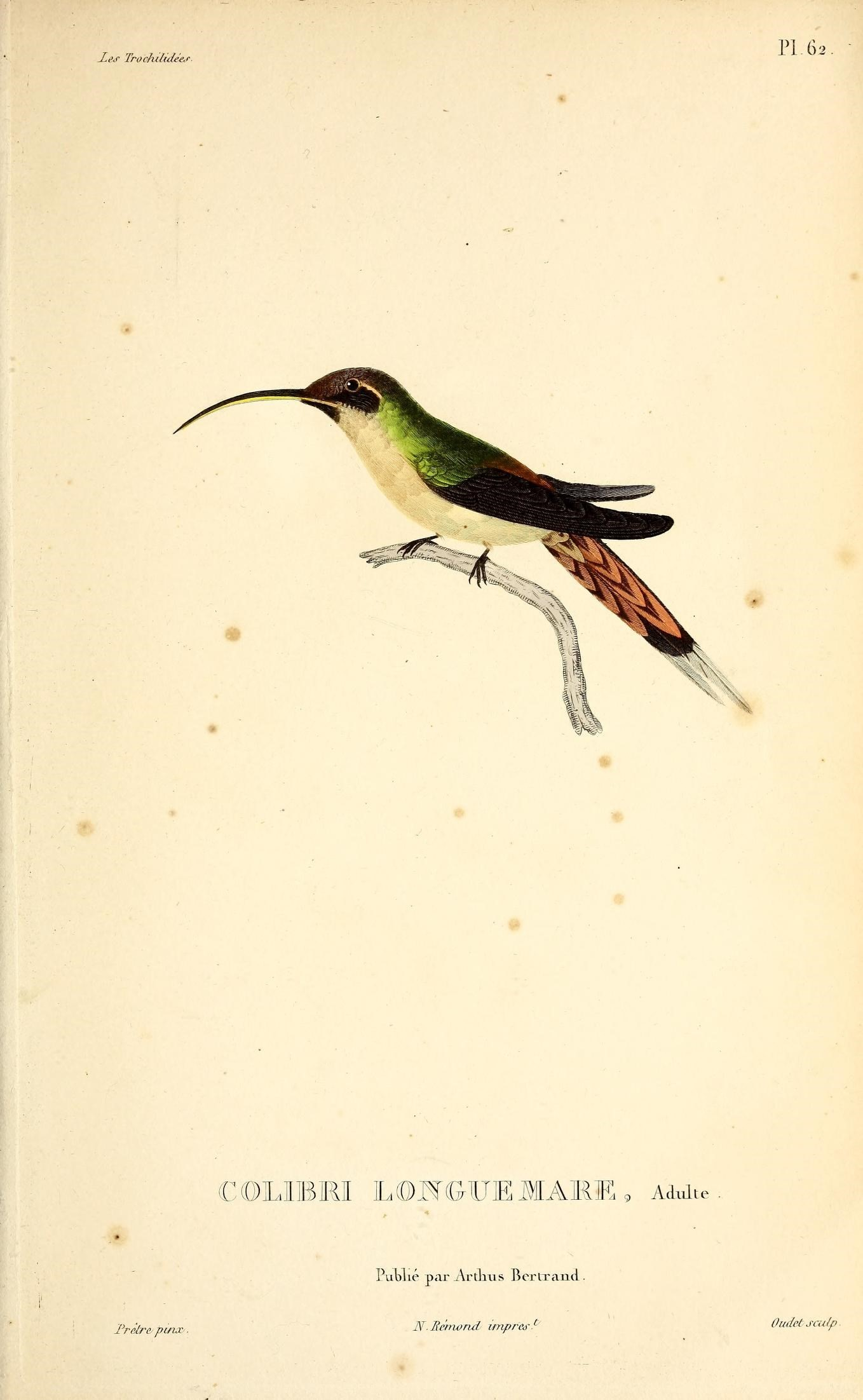
Braunkehl-Schattenkolibri illustriert von Prêtre
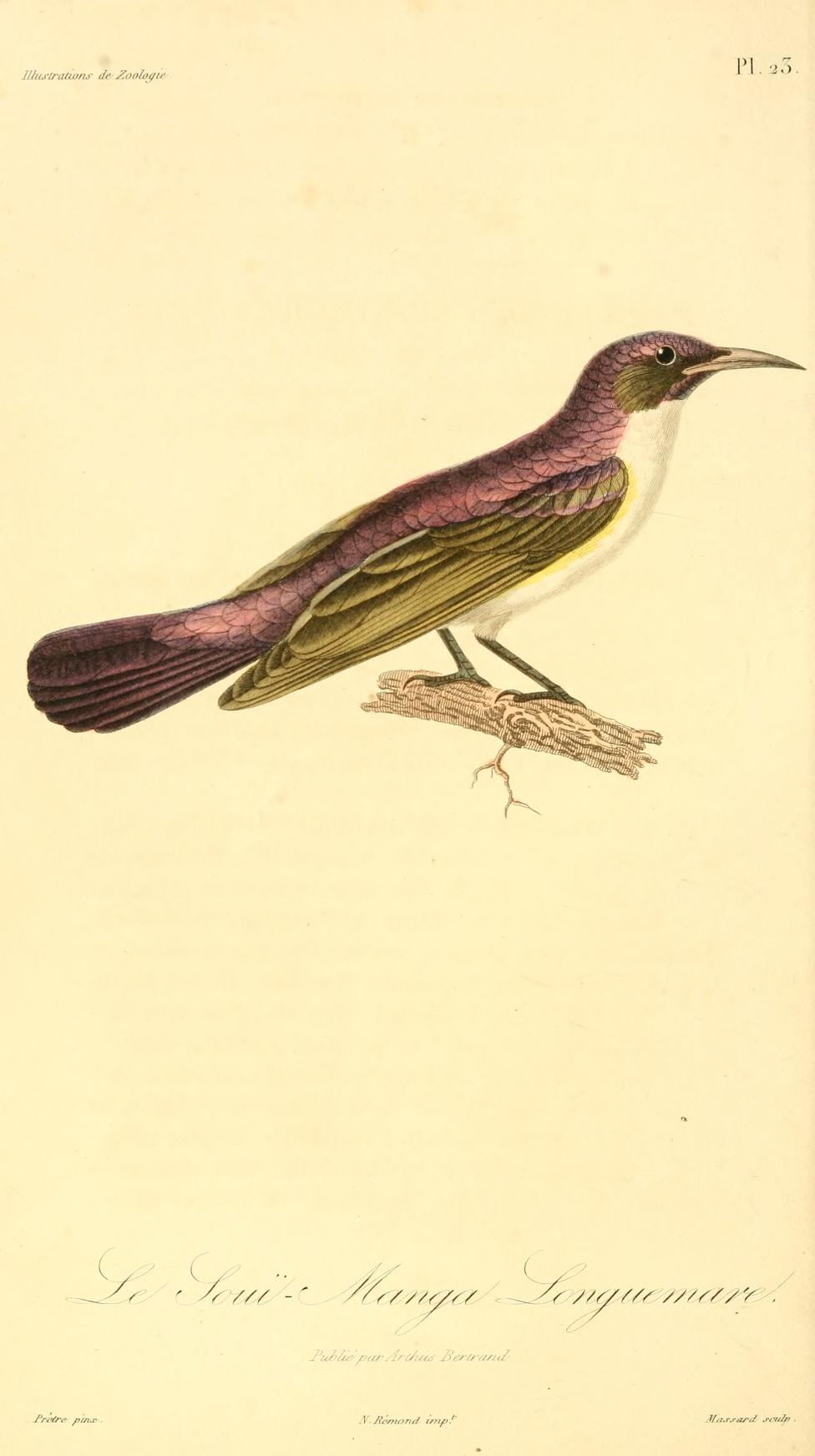
Violettmantel-Nektarvogel illustriert von  Prêtre
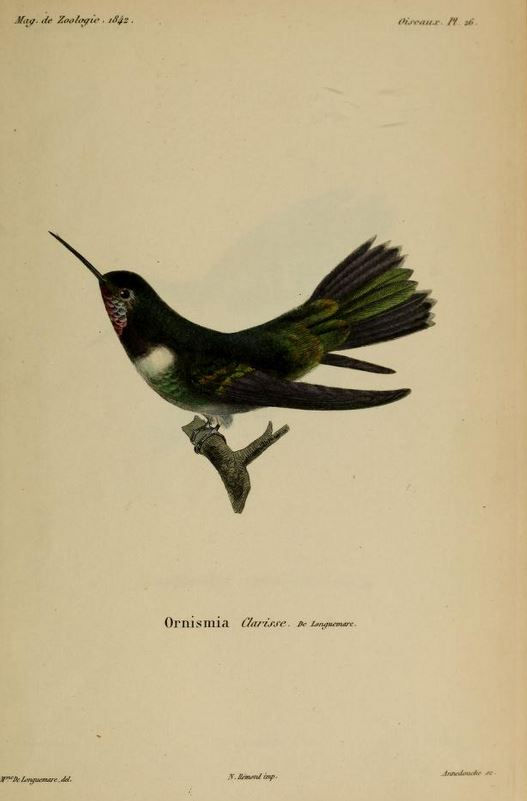
Longuemare-Sonnennymphe illustriert von Frau Gouÿe de Longuemare

## Publikationenen (Auswahl)
- Oiseaux-mouche nouveau. In: Revue Zoologique par La Société Cuvierienne. Band 4, 1841, S. 306 (biodiversitylibrary.org).
- G. Oiseaux-Mouche. Ornismia. Curvier. O.M: Clarisse. O. Clarisse. De Longuemare. In: Magasin de zoologie, d’anatomie comparée et de palaeontologie (= 2). Band 4, 1842, S. 1–2 (biodiversitylibrary.org).